# Lill-Grundsjön (Trehörningsjö socken, Ångermanland)
Lill-Grundsjön är en sjö i Örnsköldsviks kommun i Ångermanland och ingår i Husåns huvudavrinningsområde. Sjön har en area på 0,519 kvadratkilometer och ligger 220 meter över havet. Sjön avvattnas av vattendraget Hattsjöån (Långvattsån).

## Delavrinningsområde
Lill-Grundsjön ingår i det delavrinningsområde (706693-164343) som SMHI kallar för Inloppet i Ökvattnet. Medelhöjden är 248 meter över havet och ytan är 13,39 kvadratkilometer. Det finns inga avrinningsområden uppströms utan avrinningsområdet är högsta punkten. Hattsjöån (Långvattsån) som avvattnar avrinningsområdet har biflödesordning 2, vilket innebär att vattnet flödar genom totalt 2 vattendrag innan det når havet efter 55 kilometer. Avrinningsområdet består mestadels av skog (79 procent). Avrinningsområdet har 1,47 kvadratkilometer vattenytor vilket ger det en sjöprocent på 11 procent.